# Gran sello del estado de Nebraska

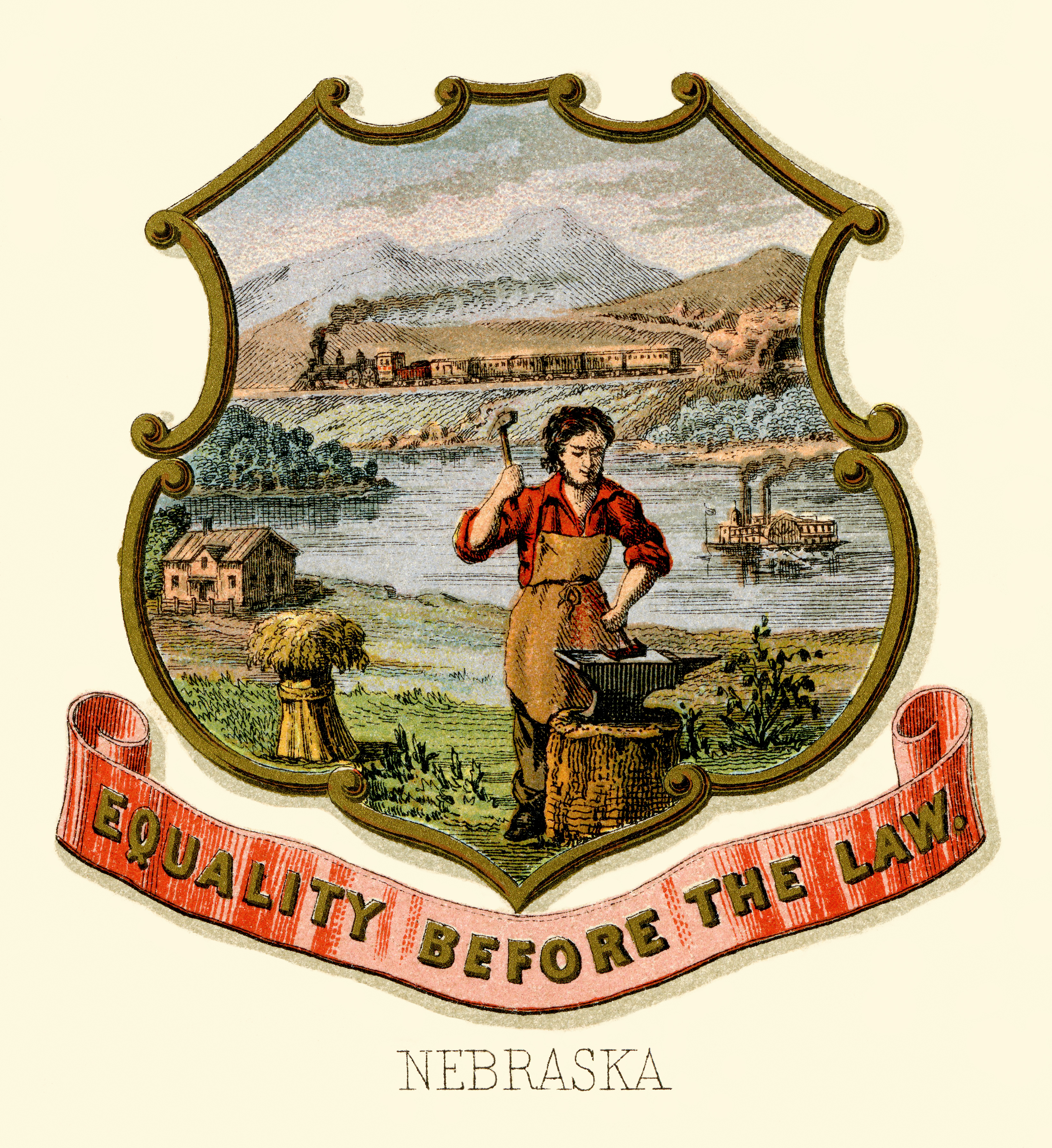
Escudo de armas del estado de Nebraska (ilustrado, 1876)

El gran sello del estado de Nebraska fue aprobado en 1867. Un tren a vapor cruza el fondo, con montañas en la distancia. Un vapor navega las aguas del río Misuri. Una cabaña sencilla y gavillas de trigo cosechado resaltan la importancia de los colonos y la agricultura. Un herrero trabaja en su yunque en primer plano. En la parte superior del sello hay una pancarta bajo el lema "Equality Before the Law" ("La igualdad ante la ley"), y alrededor de la corona circular del sello está el texto "Great Seal of the State of Nebraska, March 1st, 1867" ("Gran Sello del Estado de Nebraska, 1 de marzo de 1867").